# Siragi
Siragi (ros. Сираги) – wieś w Rosji, w Dagestanie, w rejonie karabudachkienckim. W 2010 liczyła 602 mieszkańców, głównie Dargijczyków.